# Шайнфельд (сообщество)
Шайнфельд (нем. 	Scheinfeld	, произношениео файле) — административное сообщество (нем. Verwaltungsgemeinschaft) в Германии, в северной части района Нойштадт-ан-дер-Айш-Бад-Виндсхайм административного округа Средняя Франкония Республики Бавария. Административное сообщество состоит из шести общин: одной городской (Шайнфельд), четырёх ярмарочных и одной сельской (Лангенфельд).
| №№ п/п   | Региональный шифр | Общины (муниципалитеты) | Территория, га | Население, человек (перепись от 09.05.2011) | Население, человек (оценка на 31.12.2014) | Плотность населения, чел./км2 |
| -------- | ----------------- | ----------------------- | -------------- | ------------------------------------------- | ----------------------------------------- | ----------------------------- |
| 1        | 09 575 165        | Зугенхайм               | 6338,17        | 2308                                        | 2269                                      | 35.799                        |
| 2        | 09 575 138        | Лангенфельд             | 720,43         | 1017                                        | 987                                       | 137.002                       |
| 3        | 09 575 144        | Маркт-Бибарт            | 3009,25        | 1838                                        | 1820                                      | 60.48                         |
| 4        | 09 575 147        | Маркт-Ташендорф         | 2765,75        | 1011                                        | 993                                       | 35.903                        |
| 5        | 09 575 157        | Обершайнфельд           | 4226,66        | 1208                                        | 1168                                      | 27.634                        |
| 6        | 09 575 161        | Шайнфельд               | 4511,03        | 4579                                        | 4565                                      | 101.196                       |
| 6.000001 |                   | Сообщество в целом      | 21571,29       | 11961                                       | 11802                                     | 54.712                        |

Администрация по управлению сообществом расположена в Шайнфельде:
- 91443 Шайнфельд, Хауптштрассе, 3 (нем. Hauptstr. 3, 91443 Scheinfeld);
- председатель административного сообщества Клаус Зайферт;
- географические координаты 49°39′55″ с. ш. 10°27′46″ в. д.HGЯO.